# 배금성
배금성( 본래 1970년 1월 27일 ~ )은 대한민국의 가수이다.

## 학력
- 계명대학교

## 경력
- 한국 몽골 친선 마라톤 홍보대사

## 수상
- 2010년 제16회 대한민국 연예예술상 남자 성인가요 신인상
- 2010년 제18회 대한민국 문화연예대상 성인가요 신인상

## 데뷔
- 2006년 노래 "위하여"

## 음반
- 2006년 1집 위하여 / 저 바람속에
- 2008년 2집 도라지 / 벌나비 꽃나비
- 2012년 인생은 사랑이더라 / 사랑의 무법자
- 2015년 사내답게
- 2016년 오십보백보 / 반갑다 친구야
- 2019년 처음약속
- 2020년 2020 배금성 술 한잔 하고 계세요